# Leichtathletik-Europameisterschaften 2006/10.000 m der Männer

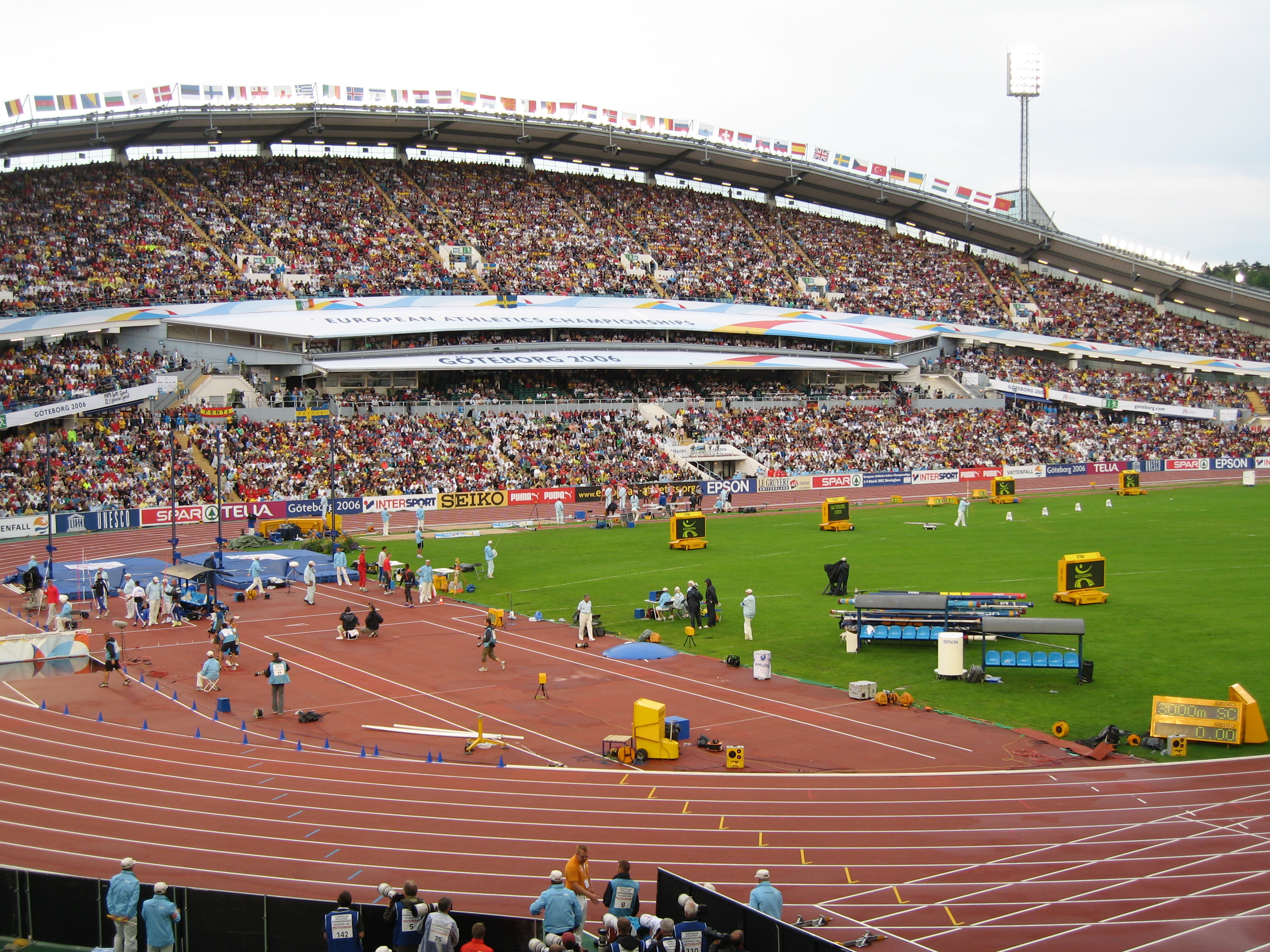
Das Ullevi-Stadion in Göteborg während der Europameisterschaften 2006

Der 10.000-Meter-Lauf der Männer bei den Leichtathletik-Europameisterschaften 2006 wurde am 8. August 2006 im Ullevi-Stadion der schwedischen Stadt Göteborg ausgetragen.
Die Spanier errangen in diesem Wettbewerb mit Silber und Bronze zwei Medaillen. Europameister wurde der Deutsche Jan Fitschen. Titelverteidiger José Manuel Martínez errang die Silbermedaille. Juan Carlos de la Ossa belegte Rang drei.

## Bestehende Rekorde
| Weltrekord           | 26:17,53 min | Kenenisa Bekele  | Brüssel, Belgien          | 26. August 2005   |
| Europarekord         | 26:52,30 min | Mohammed Mourhit | Stockholm, Schweden       | 3. September 1999 |
| Meisterschaftsrekord | 27:30,99 min | Martti Vainio    | EM Prag, Tschechoslowakei | 29. August 1978   |

Der bereits seit 1978 bestehende EM-Rekord blieb auch bei diesen Europameisterschaften unangetastet. Mit seiner Siegerzeit von 28:10,94 min blieb der deutsche Europameister Jan Fitschen 39,95 s über dem Rekord. Zum Europarekord fehlten ihm 1:18,64 min, zum Weltrekord 1:43,41 min.

## Durchführung
Bei einem Teilnehmerfeld von achtzehn Läufern wurde auf eine Vorrunde verzichtet, alle Athleten gingen in ein gemeinsames Finale.

## Resultat
8. August 2006, 20:20 Uhr
| Platz | Name                   | Nation      | Zeit (min) |
| ----- | ---------------------- | ----------- | ---------- |
| 1     | Jan Fitschen           | Deutschland | 28:10,94   |
| 2     | José Manuel Martínez   | Spanien     | 28:12,06   |
| 3     | Juan Carlos de la Ossa | Spanien     | 28:13,73   |
| 4     | Christian Belz         | Schweiz     | 28:16,93   |
| 5     | Serhij Lebid           | Ukraine     | 28:19,14   |
| 6     | Dmitri Maximow         | Russland    | 28:20,43   |
| 7     | André Pollmächer       | Deutschland | 28:22,56   |
| 8     | Driss El Himer         | Frankreich  | 28:30,09   |
| 9     | Ricardo Serrano        | Spanien     | 28:38,40   |
| 10    | Daniele Meucci         | Italien     | 28:48,30   |
| 11    | Martin Fagan           | Irland      | 28:54,04   |
| 12    | José Ramos             | Portugal    | 28:55,45   |
| 13    | Mokhtar Benhari        | Frankreich  | 28:56,07   |
| 14    | Slavko Petrović        | Kroatien    | 28:56,66   |
| 15    | Willem van Hoof        | Belgien     | 28:57,11   |
| 16    | Jesse Stroobants       | Belgien     | 28:59,91   |
| 17    | Monder Rizki           | Belgien     | 29:13,62   |
| 18    | Michał Kaczmarek       | Polen       | 30:14,37   |

Der deutsche Läufer Jan Fitschen wurde überraschenderweise Europameister und verwies die favorisierten Spanier José Manuel Martínez und Juan Carlos de la Ossa auf die Plätze zwei und drei. Der Schweizer Christian Belz belegte den vierten Platz. Fitschen übertraf als deutscher Läufer damit sogar Dieter Baumann, der bei den letzten Europameisterschaften in München 2002 sowie in Budapest 1998 jeweils Zweiter auf dieser längsten Bahnstrecke geworden war.

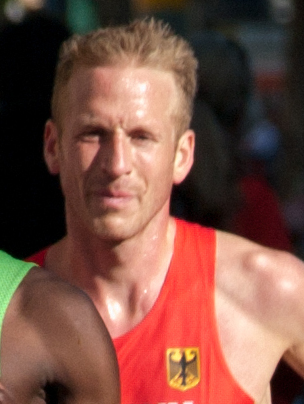
Überraschungseuropameister Jan Fitschen – hier beim Berlin-Marathon 2012
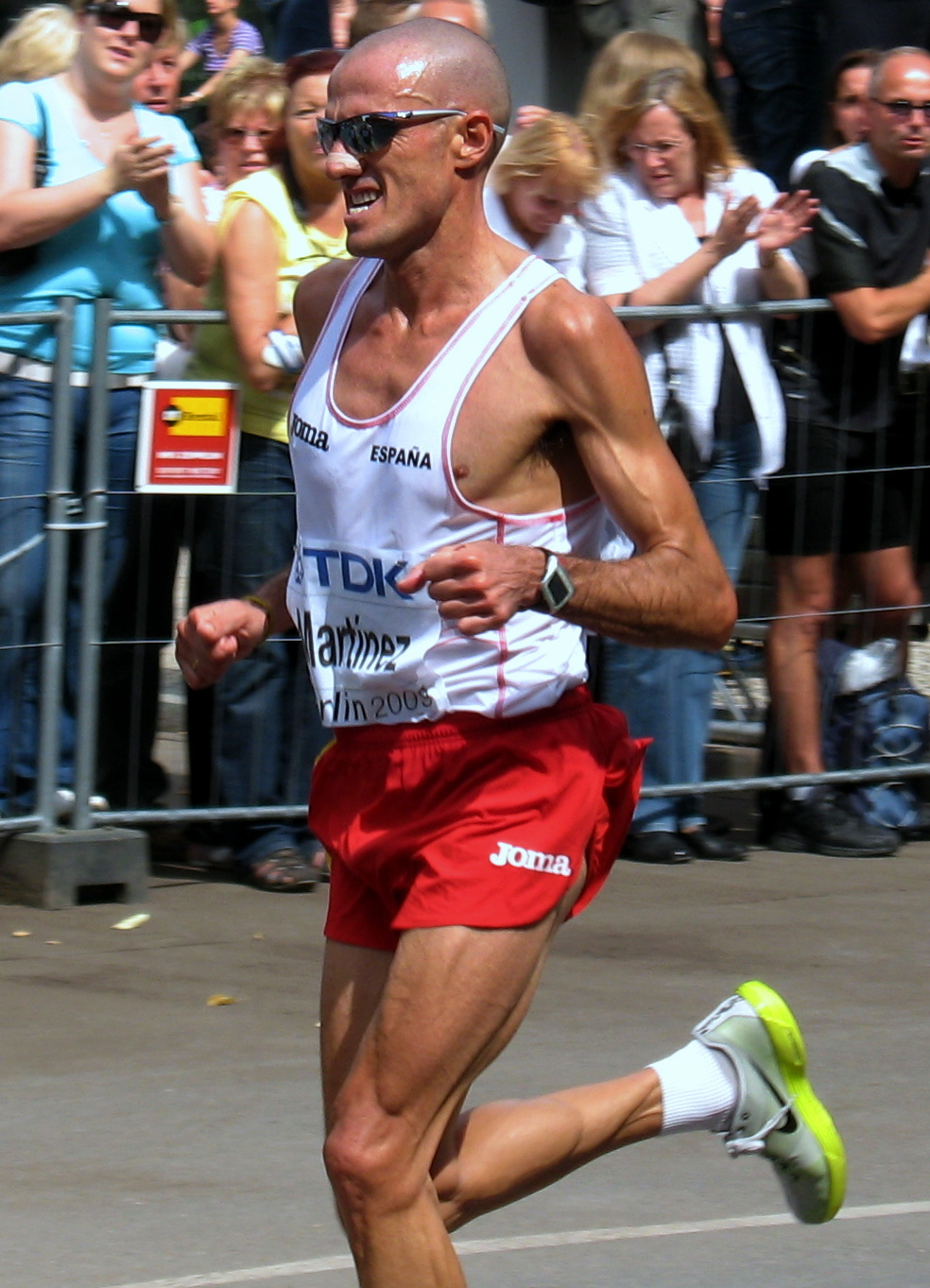
Platz zwei für Titelverteidiger José Manuel Martínez
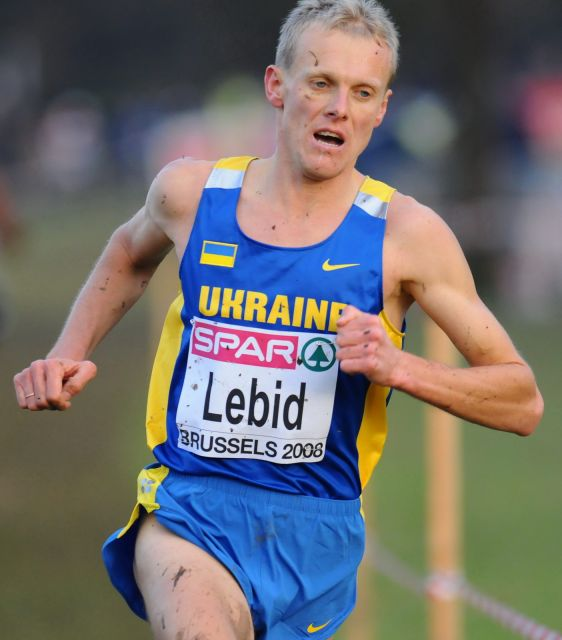
Serhij Lebid erreichte Platz fünf
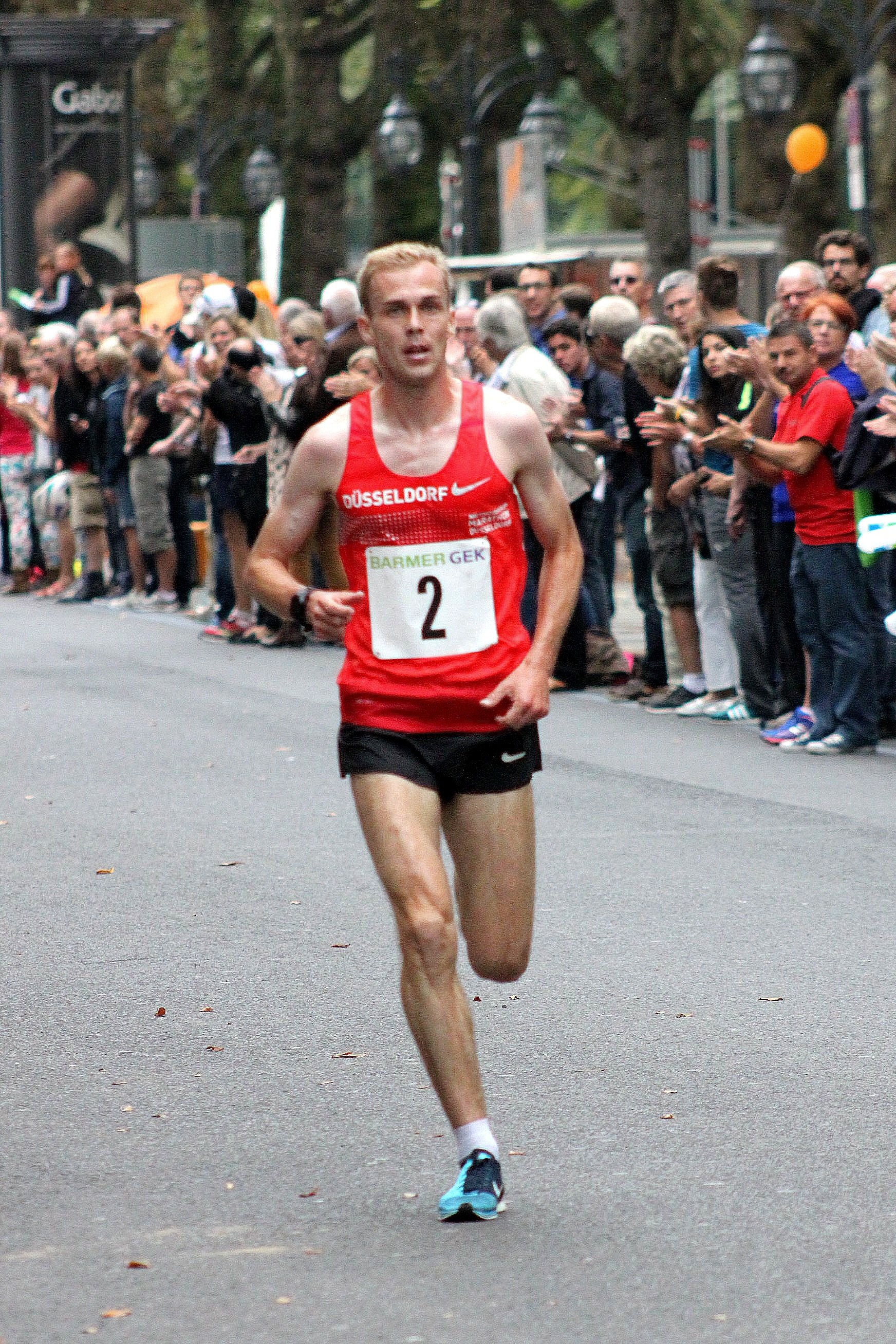
André Pollmächer kam auf den siebten Platz

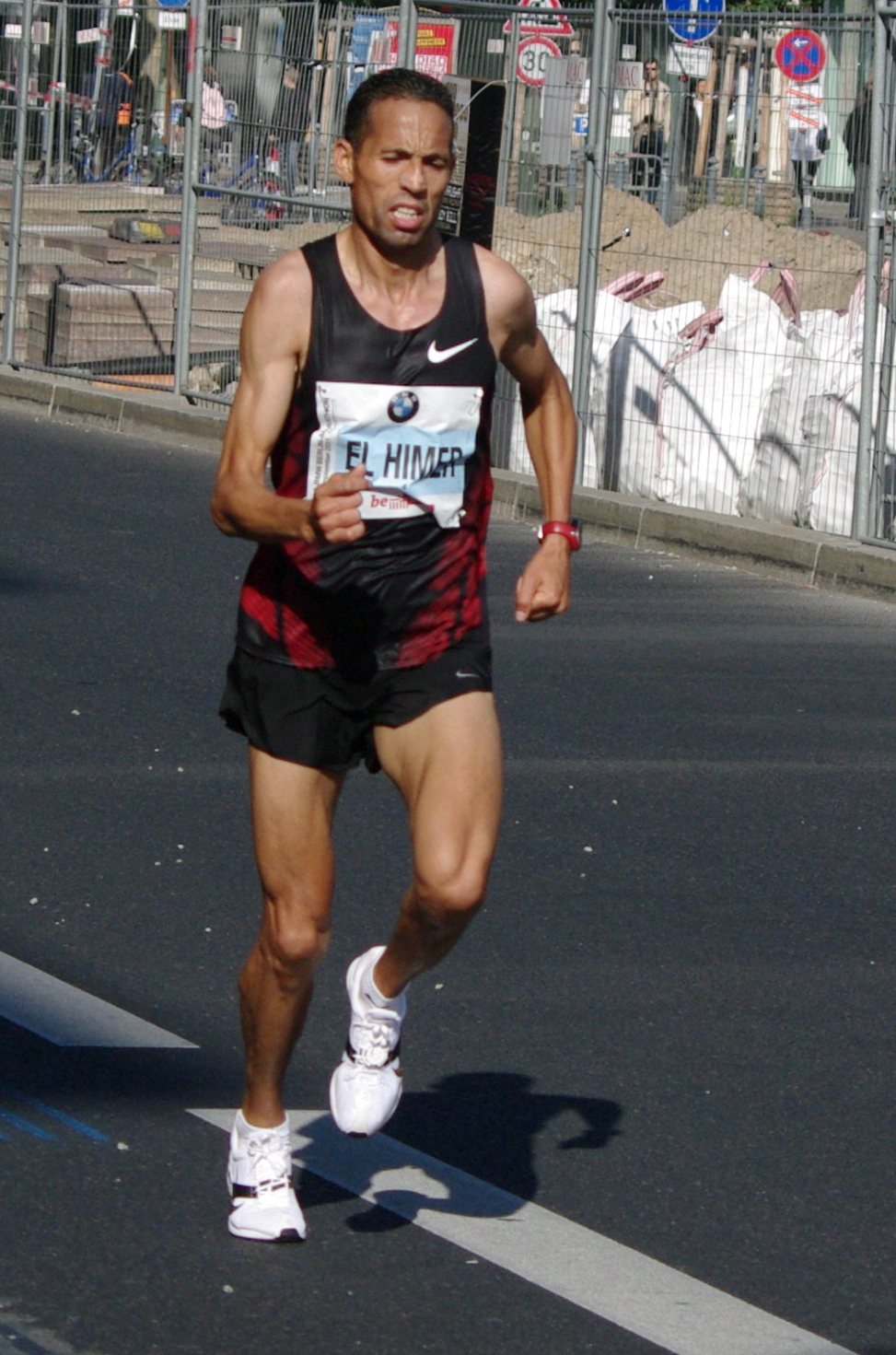
Driss El Himer belegte Rang acht
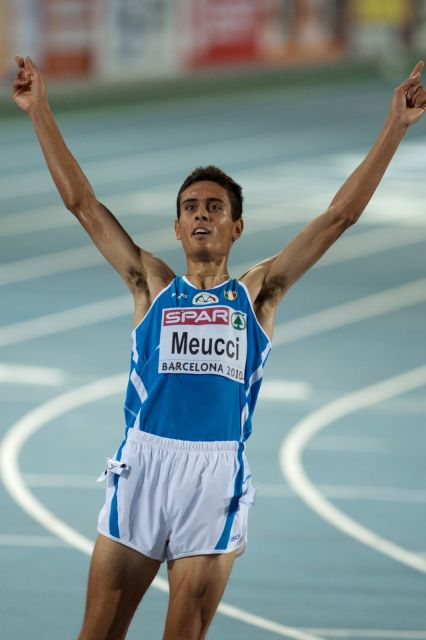
Der zehntplatzierte Daniele Meucci
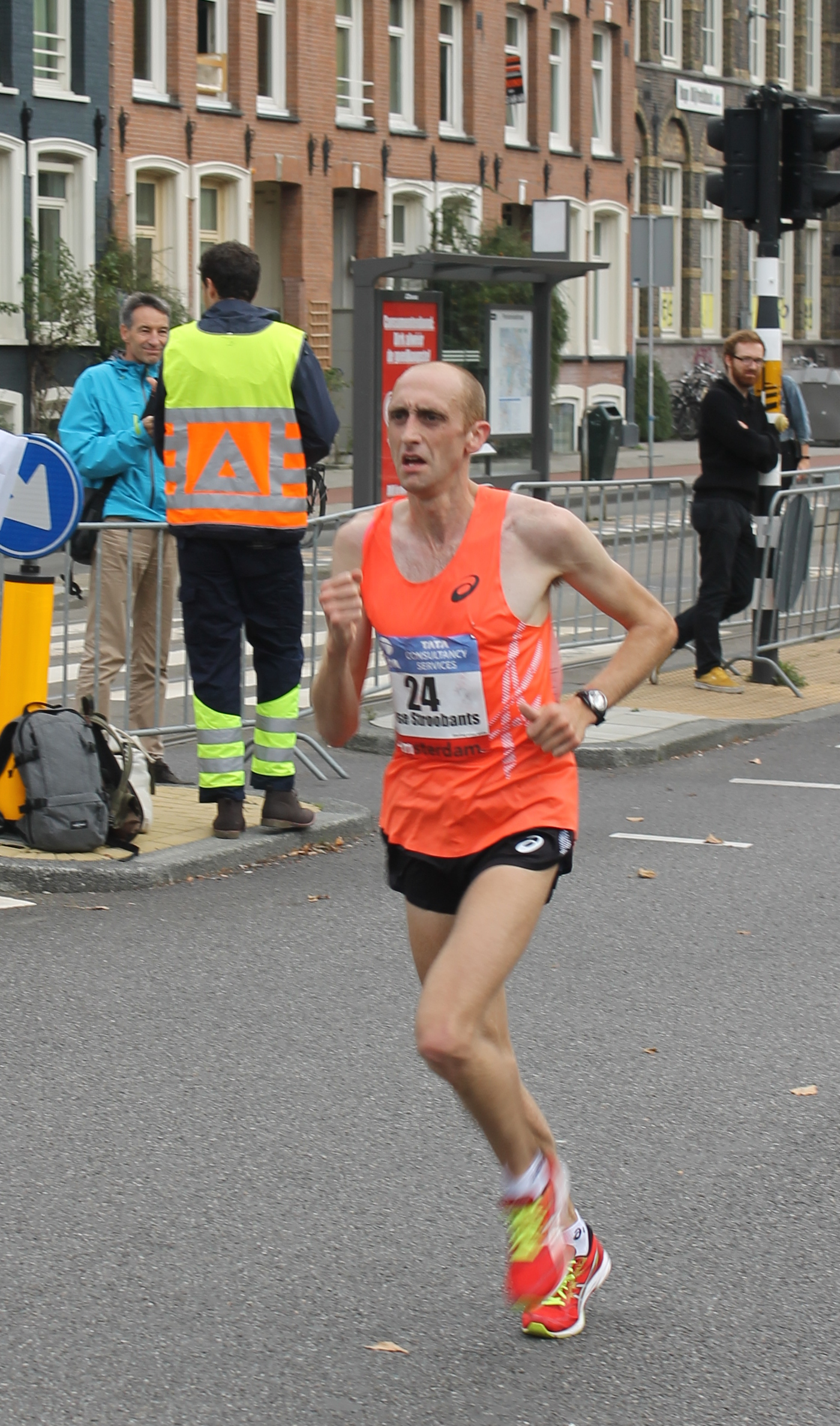
Jesse Stroobants wurde Sechzehnter

## Videolink
- EM 2006 ZDF Jan Fitschen, youtube.com, abgerufen am 27. Januar 2023